# Eumecosomyia nubila
Eumecosomyia nubila é uma espécie de mosca ulita ou do tipo foto-asa do gênero Eumecosomyia, da superfamília Tephritidae e da família Ulidiidae. O habitat da espécie é em Texas, Estados Unidos, México, América Central e América do Sul.
A Eumecosomyia nubila foi descrita pela primeira vez em 1830, por Wiedemann.